# CAL Cargo Airlines
CAL Cargo Airlines ist eine israelische Frachtfluggesellschaft mit Sitz in Tel Aviv und Basis auf dem Flughafen Ben Gurion.

## Geschichte
CAL Cargo Airlines (ursprünglich CAL Cargo Air Lines) wurde im Juni 1976 als Tochterunternehmen der El Al mit Beteiligung von Privatinvestoren gegründet, um Obst und Gemüse sowie sonstige leicht verderbliche Waren im Bedarfsflugverkehr von Israel nach Westeuropa zu transportieren. Die Betriebsaufnahme erfolgte am 1. November 1976 mit einer Boeing 747-200C, die zunächst nur für einzelne Flüge von der El Al gemietet wurde. Anfang 1977 leaste CAL eine baugleiche Maschine von der US-amerikanischen Western Airlines und griff zudem kurzzeitig auf Frachtflugzeuge der El Al zurück. Weil die Auftragslage der Gesellschaft stark von der Erntesaison abhängig war, konnte CAL die geleaste Maschine nicht dauerhaft auslasten und gab sie nach kurzer Einsatzdauer zurück. Bis 1999 besaß das Unternehmen keine eigenen Flugzeuge, sondern mietete bei Bedarf kurzfristig Frachtmaschinen von El Al an.
CAL erwarb im November 1999 eine Boeing 747-200C von Atlas Air. Eine zweite Maschine dieses Typs ergänzte im Januar 2001 die Flotte. Heute transportiert die Gesellschaft über 100.000 Tonnen Fracht jährlich.
In der CAL-Gruppe existieren mit LACHS – Liege Air Cargo Handling Services in Lüttich und Road Feeder Services zwei Schwestergesellschaften der CAL Cargo Airlines.

## Flugziele
CAL Cargo Airlines bedient von ihrer Heimatbasis in Tel Aviv sowie vom Drehkreuz Flughafen Lüttich in Belgien Ziele in Europa und Nordamerika.

## Flotte

### Aktuelle Flotte

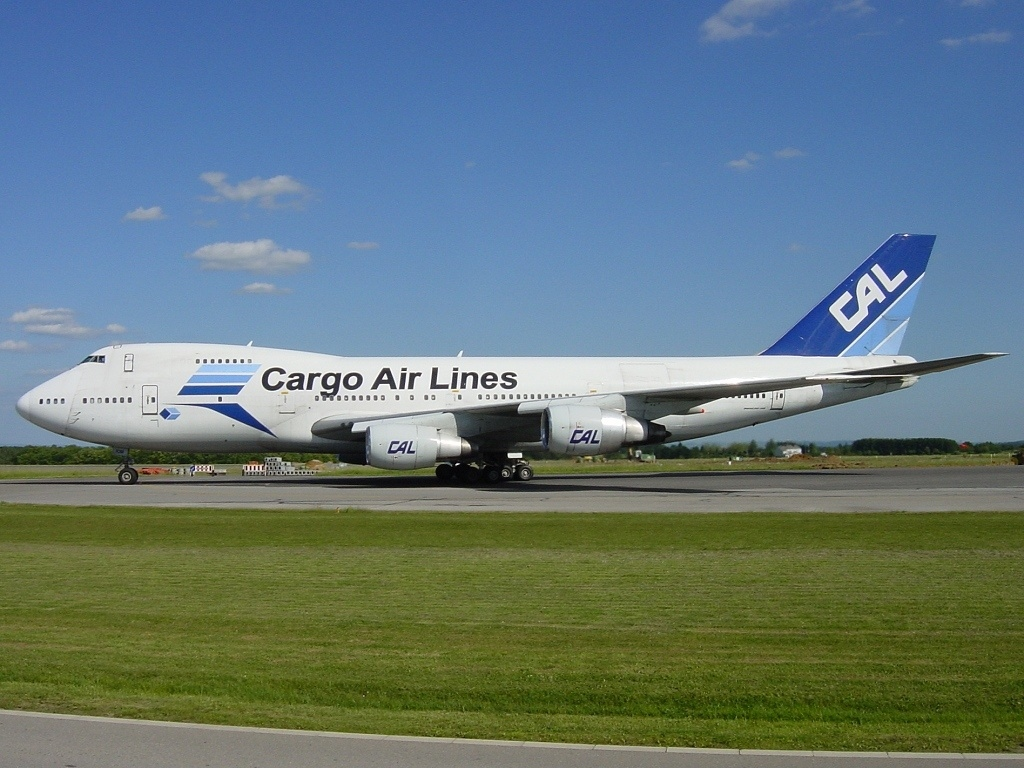
Boeing 747-200F der CAL

Mit Stand November 2022 besteht die Flotte der CAL Cargo Airlines aus einem Flugzeug mit einem Durchschnittsalter von 26,1 Jahren:
1×  Boeing 747-400F
Kapazität: 112 Tonnen
| 4X-ICA |  | 17.12.2014 |  |  |

### Ehemalige Flugzeugtypen
2× Boeing 747-400F
| 4X-ICB |  | 05.09.2014 |  |  |
| 4X-ICD |  | 27.02.2019 |  |  |